# Oskar-Helene-Heim (metrostation)
Oskar-Helene-Heim is een station van de metro van Berlijn, gelegen aan de kruising van de Argentinische Allee en de Clayallee in het Berlijnse stadsdeel Dahlem. Het metrostation werd geopend op 22 december 1929 en is onderdeel van lijn U3.
Station Oskar-Helene-Heim werd gebouwd als onderdeel van de eerste en enige verlenging van de Wilmersdorf-Dahlemer U-Bahn, de huidige U3. Het gebied waarin het station ligt was tijdens de aanleg van de lijn nog grotendeels onbebouwd. Verlenging leek hierdoor niet rendabel, maar Adolf Sommerfeld, die grote stukken grond in het zuiden van de stad bezat, bood aan de bouwkosten op zich te nemen.

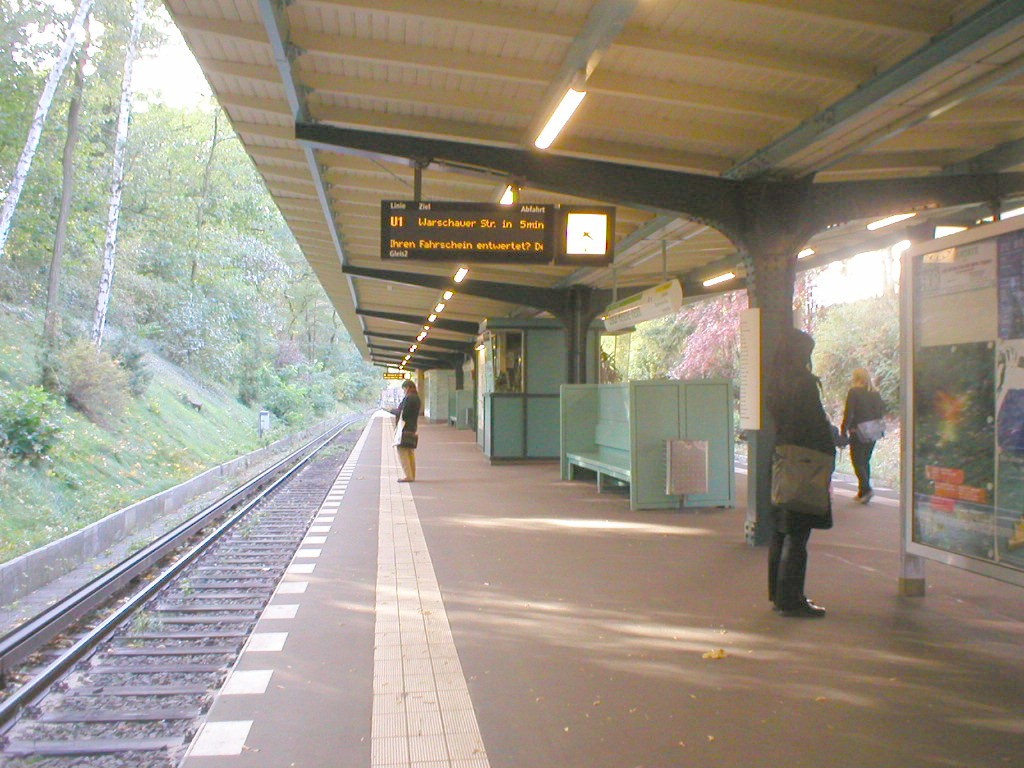
Perron

Het metrostation is gelegen in een uitgraving en heeft een eilandperron. Aan de oostzijde van het station staat boven de sporen het aan de Clayallee gelegen toegangsgebouw. Het uit rode bakstenen opgetrokken gebouw met zadeldak werd net als de brug waarop het staat ontworpen door Friedrich Hennings en staat onder monumentenbescherming. De wanden van de stationshal zijn bekleed met felgroene tegels, het plafond is wit gepleisterd.
Het station is alleen toegankelijk via trappen en zal, in het kader van het programma alle Berlijnse metrostations drempelvrij te maken, pas na 2016 van een lift worden voorzien.
Zijn naam dankt station Oskar-Helene-Heim aan een inmiddels opgeheven ziekenhuis, dat in 1914 werd gesticht door Oskar en Helene Pintsch.